# قسم مهر أباد الريفي (مقاطعة دماوند)
قسم مهر أباد الريفي (بالفارسية: دهستان مهرآباد) هي قسم تقع في إيران في قسم رودهن. يقدر عدد سكانها بـ 2,842 نسمة .